# Sphaeriodesmus bukowinus
Sphaeriodesmus bukowinus är en mångfotingart som beskrevs av Chamberlin 1952. Sphaeriodesmus bukowinus ingår i släktet Sphaeriodesmus och familjen Sphaeriodesmidae. Inga underarter finns listade i Catalogue of Life.